# SS Great Eastern
Le Great Eastern est un paquebot transatlantique britannique lancé en 1858 et conçu par Isambard Kingdom Brunel. Il est le premier paquebot géant et était à son époque le plus grand navire jamais construit, avec une capacité d'embarquement de 4 000 passagers sans qu'il soit nécessaire de le réapprovisionner en charbon entre la Grande-Bretagne et la côte est des États-Unis. Il détint longtemps le record du navire le plus long (jusqu'en 1899) et le plus gros du monde (jusqu'en 1901). Après des débuts difficiles comme paquebot, il est reconverti et pose le premier câble transatlantique sous-marin puis sert d'attraction publicitaire et touristique jusqu'à sa démolition en 1889.
Il est surtout célèbre pour avoir incarné le gigantisme des projets de Brunel, son « père » et concepteur qui l'appelait « mon gros bébé », et de la révolution industrielle du XIXe siècle. Il est aussi célèbre pour ses malheurs et ses échecs, de sa construction à son exploitation, qui lui ont donné la réputation d'un navire maudit, accentuée par les légendes qui l'ont entouré, dont celle qui rapporte que, lors de sa démolition, deux cadavres d'ouvriers emmurés vivants furent découverts dans la double-coque.
Jules Verne, qui a effectué à son bord une traversée, lui dédie son roman Une ville flottante en 1871 tandis que Victor Hugo lui rend hommage dans le poème « Pleine mer » de La Légende des siècles.

## Caractéristiques

### Conception

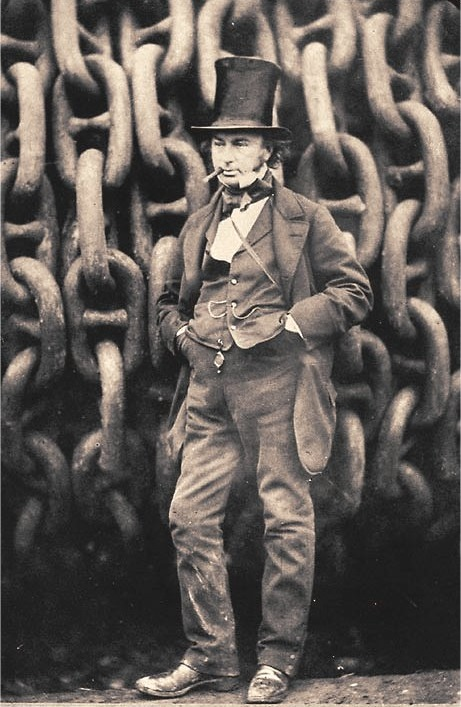
Isambard Kingdom Brunel, le concepteur du Great Eastern, le jour du lancement de celui-ci. Les chaînes ont été fabriquées par l'officier de la Royal Navy Samuel Brown.

Isambard Kingdom Brunel est un ingénieur révolutionnaire, pionnier de la Révolution industrielle en Angleterre, notamment dans le domaine des transports. Après avoir conçu et réalisé de nombreux ouvrages industriels pour le chemin de fer (ponts, tunnels...), il se lance dans l'ingénierie des bateaux à vapeur, invention récente du début du XIXe siècle. Il met au point deux des premiers grands paquebots, le Great Western (1837) et le Great Britain (1845), tous deux plus grands navires de leurs époques respectives. Le premier remporte (à un jour près), le deuxième Ruban bleu, record de traversée transatlantique, au lendemain même du record établi par le Sirius. Après la route transatlantique, Brunel s'intéresse de près à une autre route maritime majeure pour le Royaume-Uni, la route des Indes. Son objectif est de construire un navire à destination de l'Extrême-Orient et de l'Australie en passant par le Cap de Bonne-Espérance. Le projet prend forme en 1851 après la Grande Exposition universelle à Crystal Palace qui donne à Brunel l'idée de construire un navire de cette taille gigantesque. L'Exposition a en effet révélé les possibilités offertes par la révolution industrielle. Le 25 mars 1852, il écrit sur son carnet les dimensions du futur navire : 180 m × 20 m × 9,1 m. Cela représente une taille presque deux fois plus grande que celle du Great Britain (1843), long de 98 m. Elle correspond à la taille nécessaire pour le chargement de charbon afin de n'avoir pas à faire escale pour ravitailler. La conception du navire est fondée, malgré l'extravagance des proportions, sur la rareté des dépôts de charbon en Orient et en Extrême-Orient. Brunel calcule ainsi que dix compartiments chargés d'accueillir les énormes stocks de charbon pourront permettre de ne pas avoir besoin de ravitailler sur la route des Indes ou de l'Australie. Équiper le navire de mâts lui permet également de pouvoir faire face à une pénurie de charbon et de faire le voyage retour.
Lorsqu'il soumet son projet révolutionnaire à la compagnie chargée de construire le navire et de l'affréter (la Eastern Steam Navigation Company), Brunel affirme en effet que « rien n'était plus nouveau que de construire un vaisseau d'une taille suffisante pour transporter son charbon ». Pour ce pari fou, Brunel réalise qu'il faut plus qu'un simple système de propulsion. Alors que le système à double hélice n'est encore qu'expérimental, il imagine une combinaison de trois modes de propulsion : une hélice, des roues à aubes et la voile. Il fait part de son projet à l'architecte John Scott Russell, qu'il a rencontré à l'exposition. Celui-ci pense le projet faisable et imagine qu'il faudra plus de 850 ch et 20 000 tjb pour atteindre les 14 nœuds (26 km/h). Beaucoup sont sceptiques quant au projet. Brunel est lui-même conscient des difficultés et des risques, mais il en fait le couronnement de sa carrière. Il s'y investit totalement, s'y ruine financièrement et y laisse sa santé et sa vie.
Il écrit ainsi : « Je ne me suis jamais lancé dans un tel projet auquel j'ai dédié entièrement toute ma vie, auquel j'ai consacré tant de temps, de réflexions et de travail, sur le succès duquel j'ai risqué ma réputation et auquel j'ai donné tant de moi-même et de ceux qui ont placé leur foi en moi ».

### Description

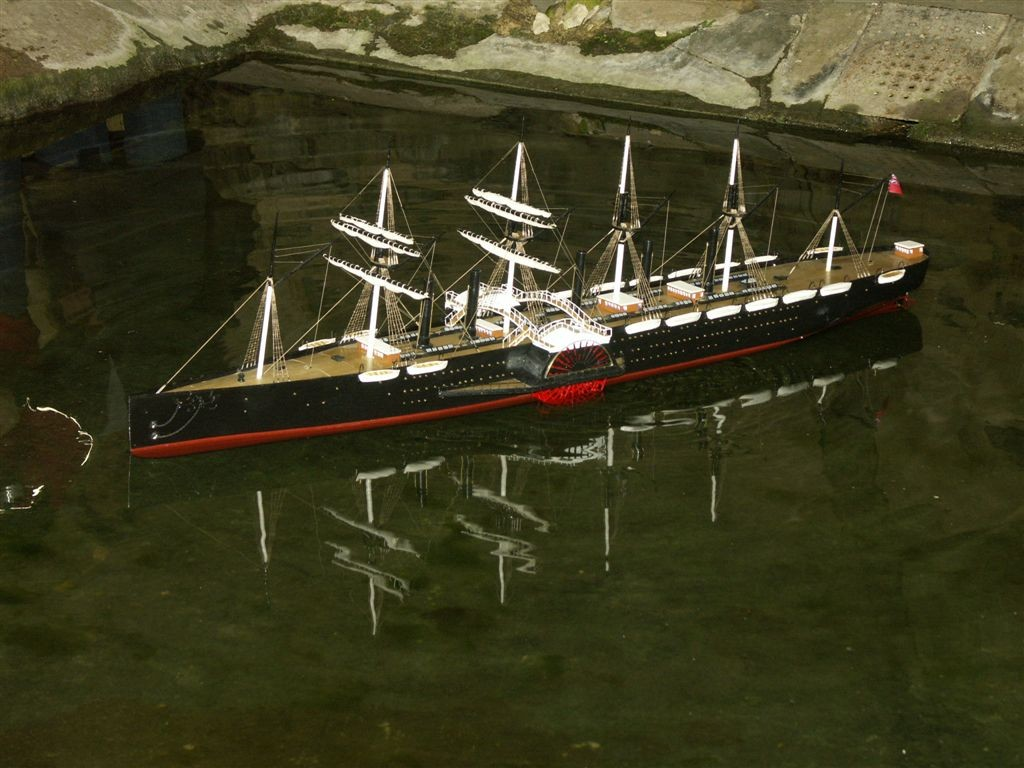
Maquette du Great Eastern au 1/.

Le Great Eastern mesure 211 mètres de long, 25 mètres de large et 18 mètres de haut. Le tirant d'eau est de 6,1 mètres et 9,1 mètres à pleine charge, pour un déplacement de 27 000 tonnes. En comparaison, le Persia, lancé en 1856, ne mesure que 119 mètres de long pour 14 mètres de large.
Brunel veut rendre son navire insubmersible (d'où de nombreuses comparaisons, a posteriori, avec le Titanic). L'aspect révolutionnaire est que le navire est entièrement construit en acier, avec une double-coque dont les plaques sont réalisées en dehors du chantier puis assemblées et rivetées à la main. L'ensemble montre aussi un haut degré de standardisation, bien avant le taylorisme, dans la dimension des plaques et leur assemblage. La coque est constituée de plaques d'acier de 19 mm au-dessus de la ligne de flottaison, 15 mm en dessous, avec une double coque constituée de plaques d'acier forgé de 864 mm assemblées sur des couples placés tous les 1,8 m et distantes de 80 cm. À l'intérieur, le navire est divisé en deux compartiments de 107 mètres de long et de 18 mètres de haut, différentes cloisons les divisant en dix-neuf compartiments plus petits. La propulsion se fait par des roues à aubes (18 mètres de diamètre, pourvues de trente planches de 3,96 m de large et 0,92 m de profondeur) et par une hélice (7,3 mètres de diamètre, 36 tonnes). Quatre cylindres oscillants à vapeur (de 4,26 m et qui produisent 1 000 chevaux-vapeur) actionnent les roues à aubes, et quatre cylindres classiques l'hélice (de 2,13 m alimentés par six chaudières dégageant 1 600 CV). La puissance totale est estimée à 8 000 CV (6 MW). Il faut trente tonnes de charbon par jour pour alimenter les dix chaudières où travaillent deux cents chauffeurs. Le navire peut en embarquer trois mille tonnes. Il est également équipé de cinq ancres géantes de 55 tonnes.

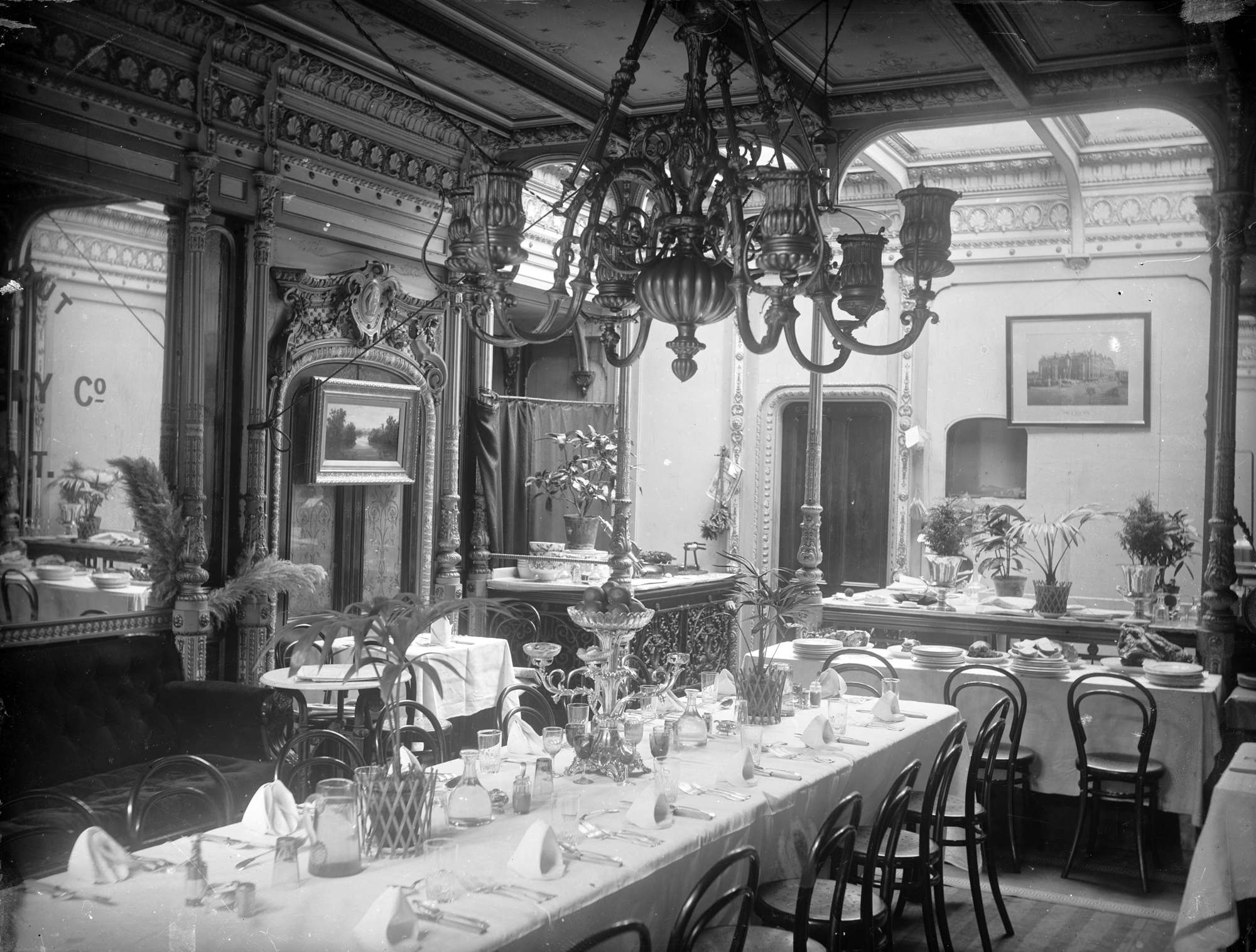
La salle à manger du navire.

Le navire est également équipé de six mâts portant chacun le nom d'un jour de la semaine (le premier étant « lundi », le dernier « samedi ») portant la voilure à un total de 1 686 m2 mais celle-ci est inutilisable lorsque les machines fonctionnent car les cinq cheminées hautes auraient incendié les voiles. Les cinq cheminées ont une hauteur de 31 m pour un diamètre de 2 m.
Pour le construire, il a fallu quatre cents marteaux, 10 000 tonnes de fer, 30 000 plaques de tôle d'acier de 2,20 cm d'épaisseur, trois millions de rivets de 2,5 cm d'épaisseur ajustés à la main par deux cents riveteurs qui pouvaient en fixer environ 100 à 140 par jour. Il faut six personnes pour fixer les rivets : deux cogneurs frappent le rivet chauffé à blanc qu'un autre maintient à l'intérieur tandis que trois enfants les assistent. L'un active la forge, l'autre passe le rivet et le troisième l'enfonce. Au total, deux mille ouvriers travaillent pendant près de mille jours (près de trois ans) à raison de six jours par semaine et douze heures par jour,.

### Aménagement
Il y a cinq grands salons décorés d'or et de miroirs dont le grand salon de 280 m2. Il mesure environ 19 m sur 14 et 4,25 m de haut, est décoré de blanc et d'or aux ornements de fer oxydé couleur argent, garni de sofas et fauteuils en teck sculpté recouverts de velours d'Utrecht de couleur bordeaux. Les buffets en noyer sont richement sculptés et décorés de marbre; les issues sont fermées par des portières de soie rouge.
Trois grandes salles à manger peuvent contenir mille personnes. Il existe aussi un salon pour dames.
Il existe huit cents cabines dont des cabines de luxe qui sont deux fois plus spacieuses que celles existantes alors à bord des autres navires. Chacune comporte deux couchettes superposées repliables, une coiffeuse, un rocking-chair, un lavabo, un divan dissimulant une baignoire équipée de trois robinets (eau chaude, eau froide, eau de mer). Autre première, il dispose également de l'éclairage au gaz.

## Histoire: une carrière mouvementée

### Construction

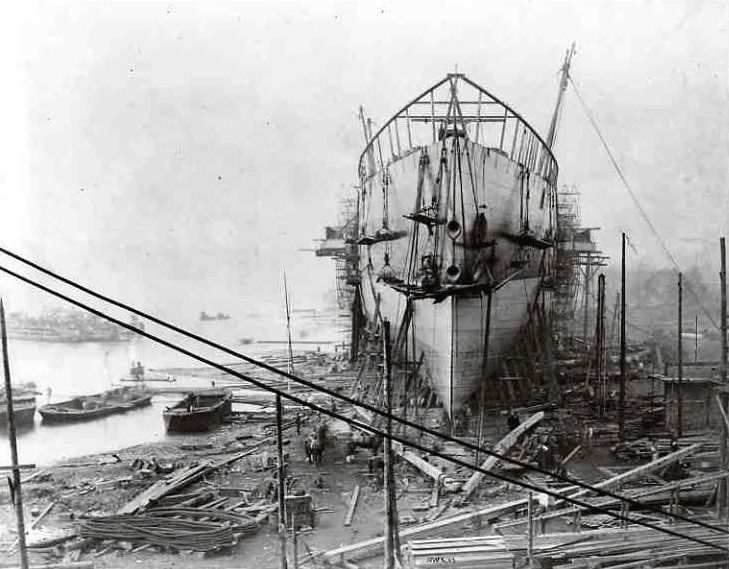
La coque du Great Eastern.

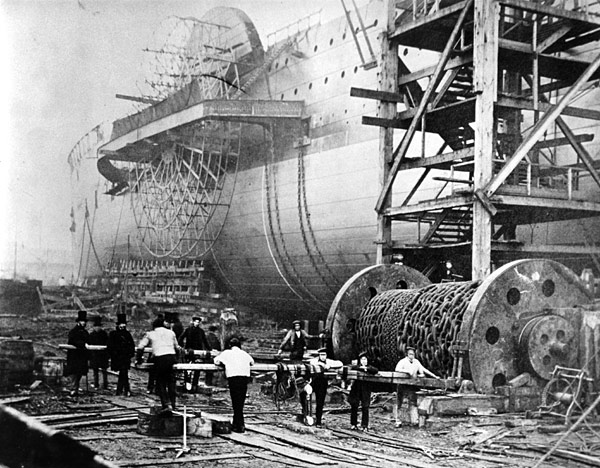
Le SS Great Eastern peu avant son lancement en 1858.

Le navire est construit en partenariat avec le principal architecte naval de son temps, John Scott Russell, avec qui Brunel a déjà travaillé sur deux autres navires. Il est construit sur les bords de la Tamise, dans les chantiers navals de Millwall, situés en aval du Pont de Londres tandis que les machines sont construites par James Watt & Co.Ltd à Birmingham.
Brunel fonde avec Henry Thomas Hope en janvier 1851 une compagnie, la Compagnie pour la navigation orientale (Eastern Steam Navigation Company). Il tente de convaincre le gouvernement de lui accorder un contrat de l'Amirauté britannique pour distribuer le courrier, comme toutes les autres compagnies maritimes. Hélas, celui-ci est attribué en mars 1852 à la Peninsular and Oriental Steam Navigation Company. La compagnie n'a donc à proprement parler aucun véritable but et doit envisager d'autres routes. Brunel parvient cependant à prouver que son navire peut aussi effectuer une traversée transatlantique sans ravitaillement en charbon, ce qui lui permettrait de se rabattre sur le transport d'émigrants aux États-Unis. Le projet adopté, la construction peut commencer.
Bien que Brunel ait tablé sur un budget de 500 000 £, Russell propose un devis de 377 200 £ (275 200 pour la coque, 60 000 pour la turbine et 42 000 pour les chaudières et roues à aubes). Il propose même de ramener le devis à 258 000 £ si un jumeau est commandé en même temps. Brunel accepte le devis sans discuter, confiant dans la réputation et les compétences de Russell qui pourtant est en grandes difficultés financières, ce qu'ignore Brunel et qui occasionne de nombreux retards.
Les travaux commencent vraiment au printemps 1854. Le premier problème qui se pose est celui du site. Russell a prévu un dock à construire dont le coût est prohibitif (10 000 £). Brunel décide alors de faire construire le navire sur la rive molle d'un méandre de la Tamise, dans les docks de Londres, près de l'Île aux chiens. Le quai de Russell à Milwall étant trop petit pour la longueur du navire, Brunel décide d'utiliser celui de David Napier, disponible. « Le navire repose sur 120 rouleaux métalliques perpendiculaires à 160 rails de chemin de fer soutenus par une couche de ciment de 60 cm dans laquelle 2 000 pilotis sont encastrés sur 9 m de profondeur dans la vase du fleuve ». Le travail est dangereux et les premiers morts de la carrière funeste du navire se produisent alors sur le chantier. Un ouvrier tombe dans la cale ; un autre tombe d'un échafaudage et s'empale sur une barre de fer ; un autre a la tête écrasée. La quille est posée le 1er mai 1854 mais les travaux prennent trois ans, marqués par les retards et les incendies qui endommagent le chantier. De plus, l'acier manque car Russell fait construire d'autres navires plus petits dans le même temps.

### La banqueroute de Russell et ses conséquences
Le contrat passé par Brunel le rend prisonnier de Russell à qui il a fait confiance. Tandis que la compagnie attend de payer suivant l'avancée des travaux, Russell, en grandes difficultés financières après l'incendie de son chantier, exige d'être payé en avance. En tant qu'ingénieur en chef, Brunel prend les décisions, ce qui conduit Russell à pouvoir argumenter que la nature des travaux a changé et en cas de contestation de considérer le contrat comme violé par Brunel et la Great Eastern Company. Ces malentendus et le trop grand optimisme de Brunel sont donc largement responsables de la lenteur des travaux et des graves problèmes financiers qui conduisent la compagnie et Russell à la banqueroute et Russell à une altération de sa santé qui sera fatale. La relation entre les deux associés se détériore. Le 4 février 1856, Russell est déclaré en faillite et Brunel demande à la compagnie de prendre possession du navire afin d'éviter qu'il soit saisi par les créanciers de l'armateur auprès de qui il a gagé son chantier et tout ce qui s'y trouve. Cette décision conduit ces créanciers à ne pas honorer les chèques de Russell qui doit faire faillite et licencier ses ouvriers. La compagnie récupère le navire dont les trois quarts de la coque n'ont pas été achevés. Brunel parvient à obtenir des banquiers de Russell d'utiliser le dock gagé par Russell jusqu'au 12 août 1857. La compagnie reprend elle-même les travaux en mai mais le retard s'accumule et la construction dépasse la date limite du contrat (le lancement était prévu pour janvier 1857). Par ailleurs, la location du dock coûte 1 000 £ par mois à Brunel. Après la pose des derniers rivets en septembre, Brunel, pressé de toutes parts, autorise finalement le lancement dans l'urgence le 3 novembre 1857.

### Lancements

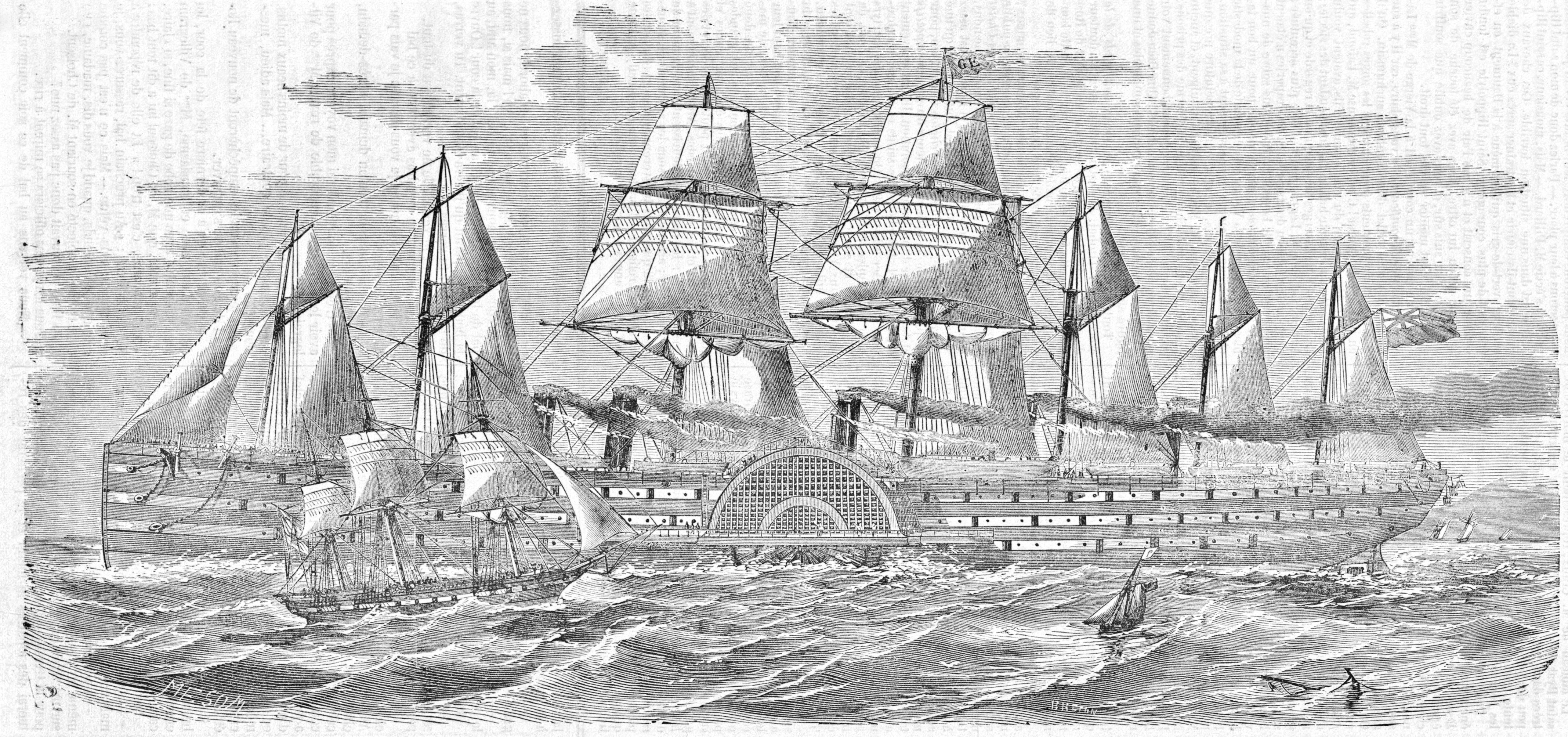
Le Great Eastern (gravure avant lancement).

Pour vaincre l'inertie des 12 000 tonnes à mettre à l'eau, Brunel utilise des béliers hydrauliques et de gigantesques treuils pour le pousser à l'eau tandis que des remorqueurs doivent le tirer et d'autres treuils freiner la masse en cas de glissade trop rapide. Il commande d'autres équipements, plus adaptés à ce périlleux lancement aux frères Tangye, de Birmingham qui dirent par la suite : « Nous avons lancé le Great Eastern, et il nous a lancés ».
Bien que Brunel veuille éviter trop de publicité au vu de la difficulté et des risques d'échec du lancement, nombreux sont les habitants du voisinage qui accourent. L'Eastern Company elle-même a vendu trois mille tickets d'entrée pour le chantier pour se renflouer. Ils font dresser des estrades sur les toits des maisons. Les bateliers de la Tamise louent leurs embarcations. Plus de cent mille personnes en tout assistent au spectacle, dont de prestigieux invités : le comte de Paris, le duc d'Aumale, fils du roi des Français, Louis-Philippe Ier, ainsi que l'ambassadeur du royaume du Siam. The Times écrit le 4 novembre 1857 : « Des hommes et des femmes de toutes classes se sont joints dans un aimable pèlerinage vers l'Orient, parce qu'en ce jour, à une heure inconnue, le Leviathan devait être lancé à Milwall... depuis deux ans, Londres — et toute l'Angleterre avec elle — ont été saisis par l'attente de cet avènement d'un gigantesque projet, et leur excitation et leur détermination à y être présents, à n'importe quel prix, n'a pas à surprendre quand on considère quelle occasion se présentait ».
Alors qu'il est demandé à Brunel le nom qu'il souhaite donner au navire, il répond : « Appelez-le Tom Pouce si vous voulez ». Il est finalement baptisé à 12 h 30 par Henrietta Hope, sa marraine (la fille d'un des contributeurs, Henry Thomas Hope) sous le nom de Léviathan. Il sera finalement rebaptisé Great Eastern en juillet 1858.
Ce premier lancement est un échec et le navire renverse les treuils de freinage, blessant une douzaine d'ouvriers et en tuant cinq. La foule, paniquée, prend la fuite après un nouvel essai. Il semble que Brunel ait mal calculé les frictions de métal sur les rails et les distorsions engendrées. Brunel est publiquement humilié.
Il fait alors interdire le chantier au public mais nuit et jour, les autres tentatives s'avèrent vaines pendant des mois devant quelques invités prestigieux triés sur le volet qui sont témoins d'autres catastrophes. Celle du 2 décembre est un échec devant le prince consort Albert de Saxe-Cobourg-Gotha époux de la reine Victoria et le prince de Galles, futur roi Édouard VII. Sous les yeux du prince de Prusse, du duc de Joinville, autre fils du roi Louis-Philippe et du marquis de Stafford, une galerie, installée entre les toits de deux maisons, s'effondre sous le poids des invités qui sont emmenés à l'hôpital. The Times écrit : « Jamais on n'avait vu cela dans l'histoire de la mécanique. Les béliers hydrauliques, les treuils, les chaînes, bien que tous de la plus solide construction, se brisent régulièrement les uns après les autres ». Chaque mètre gagné coûte l'équivalent de 50 000 €.
Profitant de la grande marée du 31 janvier 1858, Brunel parvient enfin à faire lancer le navire devant un chantier vide de spectateurs à 13 h 42. L'ensemble des lancements aura coûté 120 000 £ à Brunel (1⁄3 du budget prévu) qui a aussi pris à sa charge les salaires des ouvriers. Afin d'éviter une banqueroute causée par les coûts de construction et le surcoût du lancement raté, la Compagnie pour la navigation orientale le revend à une nouvelle compagnie, la Great Ship Company au capital de 340 000 £ (composée d'armateurs et anciens amis de Brunel dont le président Daniel Gooch) qui rachète le navire pour 160 000 £. Celle-ci poursuit les travaux d'aménagement à Deptford en calculant au plus juste (seules les 1re classe sont équipées) à partir de janvier 1859 tandis que la Compagnie pour la navigation orientale est liquidée. Les travaux sont terminés et le navire prêt en août 1859. Il n'ira jamais en Australie ni en Inde, la destination imaginée par Brunel qui avait prévu le navire pour qu'il puisse remonter la rivière Hooghly à Calcutta. La construction du canal de Suez (que le navire est trop large pour emprunter) rend la route circumafricaine prévue pour l'Orient trop peu rentable. La Great Ship Company décide d'exploiter le navire sur l'Atlantique Nord et espère transporter entre 4 000 et 5 000 personnes à chaque traversée en communiquant sur le futur équipement (jamais réalisé) pour 800 1re classe, 2 000 2e classe, 1 200 3e classe et 800 hommes d'équipage. Brunel a également prévu qu'il puisse embarquer 10 000 soldats s'il devait être réquisitionné comme transport de troupes (ce qui sera le cas en 1861).

### Essais funestes

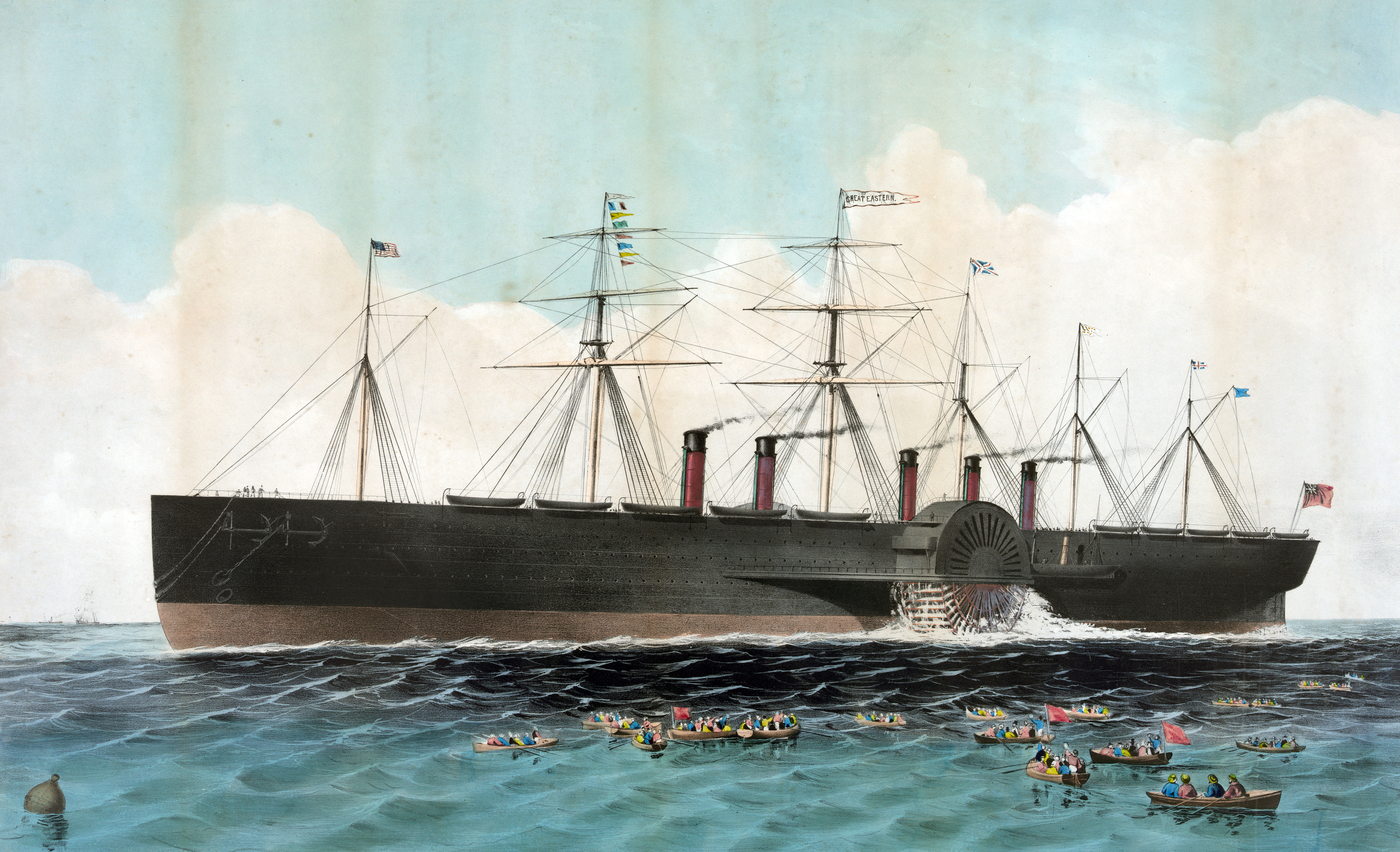
Le Great Eastern (lithographie de 1858).

Le 6 septembre 1859, avec une semaine de nouveau retard, le Great Eastern appareille pour Weymouth dans le Dorset, pour son voyage inaugural sous les ordres du capitaine William Harrison. La compagnie passe un accord avec le Grand Tronc, compagnie canadienne de chemin de fer qui construit un tronçon de ligne pour relier à son réseau canadien Portland (Maine), choisi comme port de destination. Après avoir descendu la Tamise, le navire pénètre le 9 dans la Manche. Juste après avoir passé Hastings, une immense explosion retentit. Par erreur, quelqu'un a laissé verrouillées les soupapes de sécurité des chaudières qui fournissent la vapeur aux machines des roues à aubes. La surpression de la vapeur a fait sauter les chaudières, la cheminée no 1 et le pont avant, tuant cinq personnes. L'explosion a en outre fait voler en éclats les glaces du Grand Salon, ouvrant un trou béant qui a arraché le pont avant, dégageant des jets de vapeurs brûlantes et mortelles tandis qu'un homme, projeté à la mer, est porté disparu et qu'un autre est projeté dans les roues à aubes.
The Times écrit dans un article du 13 septembre 1859 : « La partie avant du pont explosa comme une mine, projetant la cheminée dans les airs. Il y eut un grondement confus, suivi du vacarme effrayant de l'écrasement du bois et du fer emmêlés. Puis tout disparut derrière un nuage de vapeur. Aveuglés, presque assommés par le choc, ceux qui étaient sur le pont restèrent figés dans la vapeur blanche jusqu'à ce qu'une pluie de verre brisé, d'ornements de salon, de pièces de bois... s'abatte sur eux, les forçant à chercher refuge. Il a été rapporté que seuls trois hommes qui se trouvaient là avaient été légèrement blessés mais malheureusement on se rendit vite compte qu'au moins douze ont été sérieusement blessés ».
L'explosion permet de découvrir qu'une autre chaudière était sur le point d'exploser pour les mêmes raisons. Ce serait en apprenant la nouvelle que Brunel, tombé malade quelques jours avant le départ après avoir pris froid sur le chantier, meurt le 15 septembre 1859.
La compagnie manquant à nouveau d'argent pour réparer, le navire est une nouvelle fois ouvert aux visiteurs payants. Six mille personnes s'y succèdent à des banquets. L'équipage, commandé par un chef brutal, multiplie rébellions, grèves et mutineries qui occasionnent de nouveaux retards. Des mousses sont condamnés par le tribunal. À la fin de l'année, une tempête d'hiver abîme le Grand Salon tout juste rénové. Début 1860, les actionnaires excédés (le navire n'a encore rien rapporté mais déjà coûté un million de £) tiennent une nouvelle assemblée générale qui fait appel à de nouveaux actionnaires.

### Voyage inaugural
Ce n'est donc finalement que l'année suivante, le 17 juin 1860 que le Great Eastern peut appareiller de Southampton en direction de New York pour sa première traversée transatlantique mais sans son premier commandant, qui s'est noyé avec trois autres hommes d'équipage à bord d'un navire chargé de les conduire au « géant ». Malgré trois cents inscrits au départ (faute de lits, le bateau ne peut en accueillir plus), les retards et le désordre ont réduit la liste à trente-cinq passagers payants (à 25 £ le voyage) plus huit invités, 418 membres d'équipage, deux journalistes et trois directeurs de la compagnie. Le voyage a encore été retardé de trois jours à cause de l'ivresse de l'équipage. Le navire emprunte une route très méridionale, ce qui déplaît au directeur Daniel Gooch, présent à bord qui avait tablé sur une traversée en neuf jours. Le premier voyage s'effectue finalement en dix jours et dix-neuf heures. Il est accueilli à New York comme une star, salué de quatorze coups de canon (c'est la première fois pour un navire civil) tandis que le carillon de Trinity Church joue Rule, Britannia! et que des milliers de curieux se pressent sur le quai et se saisissent des aussières lancées du paquebot pour l'aider à s'amarrer. À l'arrivée, les roues à aubes qui dépassent la coque de 5 m touchent et détruisent le quai où la foule s'est agglutinée pour voir le géant. Douze personnes sont piétinées tandis que les passagers sont débarqués dans la cohue. La compagnie en fait un centre d'attraction à New York et le fait visiter pendant un mois par une foule aussi curieuse et enthousiaste qu'en Angleterre. En un mois, le navire est visité par 143 764 visiteurs. Le prix d'entrée fixé par l'équipage augmente au fur et à mesure pour rentabiliser le voyage (autour de 50 cents par personne, soit une recette de 71 822 £. Les touristes se remboursent eux-mêmes en pillant le navire de ses objets. La compagnie organise aussi deux mini-croisières de deux jours pour 10 $ chacun. La première attire deux mille passagers mais seules deux cents cabines sont équipées et il manque des couchages, de la nourriture et de l'eau pour tous les autres. C'est pourquoi, en plus des plaintes pour l'humidité du navire, la seconde croisière n'attire qu'une centaine de téméraires. Au retour, seuls deux cents billets ont été vendus et le navire appareille dans l'indifférence générale.

### Traversées
Pendant un an, en raison des conditions d'inconfort dans lesquelles il se trouve, le navire ne traverse plus l'Atlantique. L'équipage se plaint de l'humidité et du froid glacial ; le capitaine et la plupart des membres d'équipage sont licenciés. Seule une dizaine d'hommes restent à bord pour l'entretien.
En 1861, à son retour, le gouvernement britannique commissionne le Great Eastern comme transport de troupes au Québec. 2 144 officiers et soldats, 473 femmes et enfants, 200 chevaux et 40 passagers payants sont acheminés à Québec. Le navire effectue cette seconde traversée plus rapidement, en huit jours et six heures. Un mois plus tard, le navire revient en juillet en Angleterre avec 357 passagers.
La compagnie s'inquiète des coûts et de la décision du Grand Tronc de ne pas construire la ligne pour Portland. D'autre part, la compagnie doit payer 18 000 £ à John Scott Russell qui a effectué les réparations après l'explosion de 1859. Malgré une action en justice, Russell obtient gain de cause.

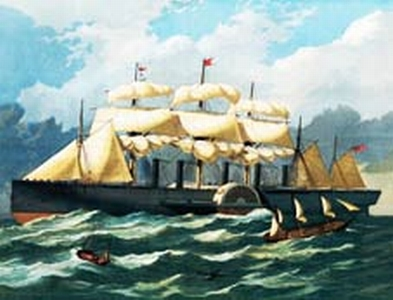
Le Great Eastern en mer avec sa voilure (lithographie de 1858).

Le second voyage n'embarque que cent passagers. De plus, le bateau qui doit les conduire à bord fait naufrage. Les bagages sont perdus et les passagers doivent être sauvés. L'arrivée à New York passe inaperçue à cause de la guerre de Sécession. Au retour, le Great Eastern embarque 194 passagers et 5 000 tonnes de blé.
Le troisième voyage est aussi un calvaire. De très forts vents occasionnent un terrible roulis qui fait perdre une des deux roues à aubes. Un canot de sauvetage désarrimé brise l'autre roue en morceaux. Désolidarisé de sa mèche (axe) le safran heurte l'hélice et l'endommage. Une des voiles principales est emportée par le vent. Le navire est livré à lui-même dans l'océan, en pleine tempête. Le capitaine Walker décide de ne pas informer les passagers de la gravité de la situation et tente de stabiliser le navire avec les moyens du bord. Le deuxième jour, les passagers, inquiets, forment un comité qui élit George Oakwood, un marchand de Liverpool pour négocier. Le capitaine l'autorise à inspecter le navire et le comité y découvre bien pire que craint. Le chargement a été disposé en dépit du bon sens et roule dans les cales, augmentant le roulis et l'instabilité du navire. Le grand piano se promène dans le grand salon ; les buffets s'écrasent avec leur vaisselle ; les tables, les chaises, les fauteuils heurtent les miroirs qui s'écrasent sur les passagers. Dans les cales, les malles et les barils d'huile de poisson flottent ; les enclos à bestiaux se brisent…
Hamilton Towle, un ingénieur civil américain de retour d'Autriche pour les États-Unis, imagine un plan pour restaurer la stabilité du gouvernail et le présente au capitaine qui décide de ne pas donner suite. Celui-ci s'adresse au capitaine d'un autre navire que croise le Great Eastern, le Magnet de retour de Nouvelle-Écosse, mais son capitaine, ne pouvant rien faire, laisse le Great Eastern à son sort. Towle décide alors de faire part de son plan au comité afin de faire pression sur le capitaine Walker. Il peut ainsi arrimer le gouvernail à l'aide de chaînes et le stabiliser, ce qui permet des mouvements modestes mais redonne au navire une certaine capacité de manœuvre. Lorsque la tempête cesse, le 15 septembre, après 75 heures de ballottage incontrôlé, le navire, avec sa réparation de fortune, est de nouveau manœuvrant. Le Great Eastern fait route vers l'Irlande toute proche. À son arrivée à Queenstown, les autorités portuaires n'autorisent pas le navire à entrer au port, en raison des risques liés à son manque de manœuvrabilité, et font débarquer les passagers par d'autres bateaux. Au bout de trois jours, c'est un navire militaire, le HMS Advice, qui remorque le géant dans le port. Tandis que les réparations commencent à être effectuées, les passagers se voient tout de même offrir un voyage gratuit pour les États-Unis à bord d'autres navires. Après quelques réparations d'urgence, le Great Eastern est conduit à Milford Haven au Pays de Galles pour de plus amples travaux, au cours desquels il sera équipé de roues à aubes moins larges (15 mètres). Le tout coûte 60 000 £ et huit mois d'immobilisation. Au bilan, on compte de nombreux blessés, principalement ceux qui se sont réfugiés dans le Grand Salon et pas moins de vingt-cinq fractures diverses. Quant à Hamilton Towe, le « sauveur », il réclame en justice un dédommagement de 100 000 £ pour avoir sauvé le navire et ses passagers. Il en obtient finalement 15 000 £.

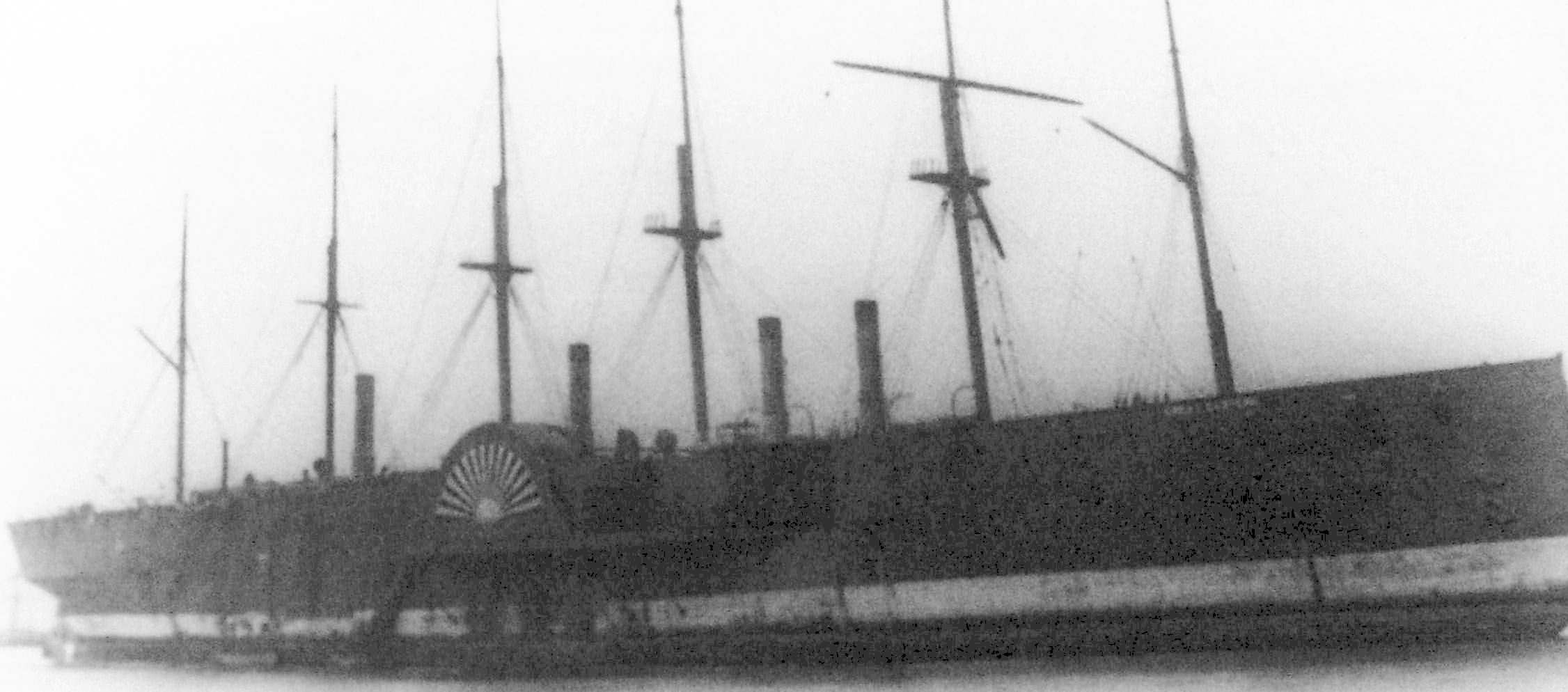
Le Great Eastern photographié en 1863.

En août 1862, un nouvel incident marque la carrière déjà tumultueuse du géant des mers. En route pour New York, le navire est pris dans de très forts vents. Pour éviter la passe de Sandy Hook (New Jersey), le capitaine décide de passer par le détroit de Long Island et mouille au nord de Long Island à Flushing Bay le 27 août. À 2 h du matin, près de Montauk Point, il heurte un récif (désormais surnommé « le rocher du Great Eastern »). Personne n'est blessé, les passagers ne s'aperçoivent de rien et le navire rentre finalement au port de New York dans la journée. Pourtant, à l'inspection, on découvre une déchirure de 2,7 m de large et de 25 m de long, soit une brèche plus grande que celle du Titanic. Le navire a été sauvé par sa double coque. Aucun chantier américain ne pouvant accueillir un navire aussi grand, les frères Renwick (Henry et Edward) proposent de couvrir la brèche d'un caisson étanche. Les réparations durent trois mois et coûtent à la compagnie 70 000 £ à cause de la pénurie d'acier, en raison des besoins prioritaires dus à la Guerre de Sécession. Le navire quitte finalement New York le 6 janvier 1863. Une ancre de 21 m et de 2,9 t, découverte à 6 km du récif en 2007, pourrait bien appartenir au Great Eastern.
En dehors de ces nombreux incidents, le navire roule trop et supporte mal le gros temps, ce qui rend la traversée très inconfortable. C'est aussi un échec commercial car il est moins rapide que des navires plus petits et plus maniables. En quatre ans, sans jamais faire le plein de passagers, le Great Eastern n'effectue que douze voyages, ponctués de nombreux incidents et accidents qui coûtent très cher à la Great Ship Company. Finalement, celle-ci, endettée de plus de 142 000 £ se débarrasse du navire, qui est désarmé, puis est mise en faillite en 1863.

### Le premier câble transatlantique

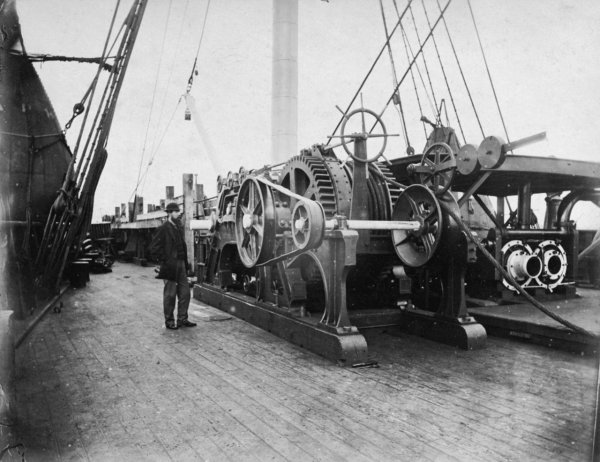
La machinerie pour poser le câble, 1865.

Le Great Eastern est vendu aux enchères en 1864 pour 25 000 £ (son coût de construction avait été de 1 000 000 £) à Daniel Gooch et ses associés. Cyrus Field, un industriel américain qui s'est lancé en 1857 dans un pari gigantesque, la pose du premier câble télégraphique transatlantique entre l'Angleterre et l'Amérique du Nord décide de l'utiliser comme navire câblier et le rachète pour 50 000 £ avec l'Atlantic Telegraph Company. Les travaux de réaménagement suppriment une cheminée, des chaudières et une grande partie des cabines de passagers. Le Great Eastern est en effet le seul navire capable de transporter les 3 200 km de câble nécessaires. Craignant des actes de sabotage, les responsables imposent aux ouvriers le port de salopettes sans poches afin de ne dissimuler aucun objet. En 1865, sous le commandement du capitaine Sir James Anderson, il pose le câble mais le perd dans l'Atlantique par plus de 3 000 mètres de fond au large de Terre-Neuve. Puis, en juillet 1866, il pose enfin un nouveau câble opérationnel, depuis l'Irlande jusqu'au Canada (Terre-Neuve) puis récupère le tronçon de câble perdu en 1865 et en achève la pose,.
Ce succès suscite l'enthousiasme du directeur Daniel Gooch. John Gordon Steele relève le paradoxe : « Ce n'est pas la moindre des ironies que la seule chose que le Great Eastern ait été capable de mener à bien — et même à la perfection — soit la seule que son concepteur n'ait jamais imaginée ».
De 1866 à 1878, sa seconde carrière lui permet ainsi de poser près de 48 000 km de cinq autres câbles sous-marins, notamment quatre transatlantiques de Brest à Saint-Pierre-et-Miquelon, et un sous l'océan Indien d'Aden à Bombay. Entre-temps, rééquipé par Forrester & Co. à Liverpool, il a également effectué deux traversées pour la Compagnie des Affréteurs du Great Eastern dont celle de 1867 avec Jules Verne et son frère Paul à bord.

### Démolition

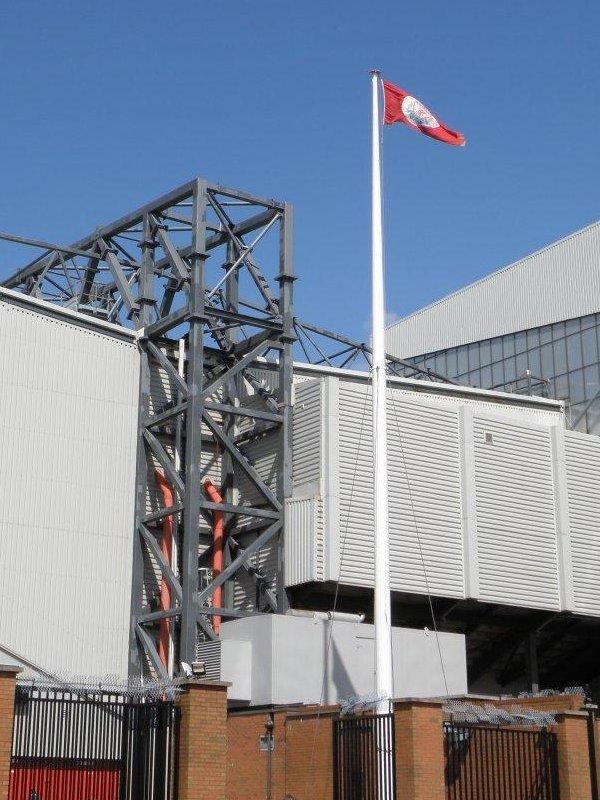
Le mât rescapé du Great Eastern, qui sert aujourd'hui de porte-drapeau à Anfield pour le Liverpool Football Club.

Mais dans les années 1870, de nouveaux navires, spécifiquement construits pour la pose de câbles sous-marins rendent le Great Eastern obsolète. Il l'est aussi pour le transport de passagers, notamment sur l'Atlantique où toutes les grandes compagnies se sont lancées dans une course effrenée à la performance. Sa largeur l'empêche d'emprunter le canal de Suez alors mis en service.
Après une douzaine d'années passées à Milford Haven au pays de Galles, la compagnie décide donc de le vendre aux enchères. Il est finalement acheté par Edward de Mattos en 1885 pour 26 000 £ afin de servir de gigantesque panneau publicitaire et attraction flottante. Il sert de salle de spectacle, de cirque ou de music-hall flottant à Liverpool en 1886 mais aussi à Dublin et Greenock en 1887 (il parvient à attirer 70 000 spectateurs en un mois lors de la foire-exposition), de gymnase et d'attraction publicitaire le long de la Mersey pour les magasins Lewis's. Ces derniers propriétaires de fait le vendent aux enchères en 1888 pour 16 000 £, un prix largement inférieur à sa valeur en métal (qui en rapporte 56 000) mais qui n'a même pas été rentable au vu des travaux de démolition. Il est démoli à Rock Ferry, sur l'estuaire de la Mersey, près de Birkenhead par Henry Bath & Sons en 1889-1890. La démolition a pris dix-huit mois et nécessité le travail de deux cents hommes. Un mât a été acheté par les propriétaires de l'Everton Football Club en quête d'un emblème pour leur stade d'Anfield, devenu peu après, en 1892, celui du Liverpool Football Club. Il orne toujours un des kops du stade,.

## Portée
Il a une très grande portée dans l'imaginaire collectif sur cette époque de la révolution des transports et des débuts de l'aventure des paquebots géants sur la route transatlantique. Il cristallise l'émerveillement devant les prouesses techniques de la Révolution industrielle. Le nombre de spectateurs et le Gotha venus assister à ses lancements, à son arrivée à New York le prouve des deux côtés de l'Atlantique.
Dès son lancement, il est devenu un « produit-marketing » malgré son échec commercial et son coût de construction. De la vaisselle, des objets, des bijoux gravés à son nom ou avec son effigie se sont multipliés, associant définitivement son image à celle du siècle victorien. Mais la réputation maudite et les légendes qui ont entouré la carrière du navire sont aussi pour beaucoup dans sa célébrité.

### Rumeurs et légendes
Une légende tenace fait état de la découverte lors de sa démolition de deux cadavres d'ouvriers emmurés vivants lors de la construction. Un ouvrier et son apprenti seraient restés prisonniers dans la double-coque pendant les travaux. Jules Verne rapporte même cette histoire dans son roman Une ville flottante (1871). Cette légende, bien qu'assez improbable, est pourtant reprise par tous les ouvrages traitant du Great Eastern, la plupart du temps sans critique ni doute. Outre que cette anecdote confirme la réputation maudite du navire, elle paraît assez peu vraisemblable. De telles rumeurs ont aussi été répandues à propos d'autres navires « maudits » comme le Titanic. Ces légendes, fréquentes au XIXe siècle, expliqueraient les séries d'événements tragiques ; dans le cas présent, un navire hanté par les fantômes des pauvres ouvriers emprisonnés lors de sa construction. Déjà, lors des réparations de 1862 qui suivirent l'incident de Montauk, des ouvriers auraient refusé de réparer la coque endommagée après avoir entendu des cognements qu'ils avaient pris pour des fantômes hantant le navire. Il se révéla que le bruit était dû à la chaîne tapant la coque. Le développement de la légende, outre qu'elle en confirme le peu de vraisemblance, semble bien être une construction a posteriori chargée d'expliquer de manière mythique le tragique destin d'un navire qu'on a voulu hanté.
Une autre superstition semble s'appliquer à la légende du navire, liée à la croyance que tout retard entre le baptême et le lancement est un mauvais présage. Or, ce fut le cas lors de la cérémonie de baptême de novembre 1858 où le navire, après avoir été baptisé par Miss Hope, ne put être mis à l'eau (il n'avait bougé que d'1,5 m) et ne fut finalement lancé que trois mois plus tard.
Nul doute que l'ensemble de ces incidents et des superstitions qui s'y rapportent ont grandement contribué à renforcer la légende du géant des mers.

### Littérature

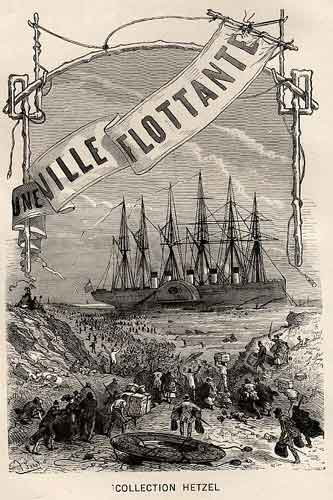
Illustration d’Une ville flottante de Jules Verne.

Ce navire inspira à Jules Verne, qui avait effectué à son bord une traversée de l'Atlantique en avril 1867, son roman Une ville flottante, et à Victor Hugo un passage de La Légende des siècles,.
Le long poème de Victor Hugo, intitulé Léviathan (le nom initial du navire) montre la connaissance que ce dernier avait des choses de la mer et de la navigation à vapeur ; en voici deux vers :
[...] L'abîme s'abrégeait sous sa lourdeur véloce

Les flots se le passaient comme des piédestaux.
Il apparaît également dans la nouvelle pour enfants Is de Derek Webb,.
Ce navire et les mystères qui l'entourent sont aussi le cadre de la série de bande dessinée policière Special Branch.

### Films
- Le Paquebot géant, un épisode docufiction de la série Les Sept Merveilles du monde industriel de la BBC.

### Musique
En 2013, le chanteur Sting lui consacre un titre de son album The Last Ship : la chanson Ballad Of The « Great Eastern », qui raconte l'histoire du bateau.

### Jeu Vidéo
Ce navire est présent dans le jeu d'Ubisoft Anno 1800